# Falsario español
El «falsario español» (en inglés: Spanish Forger; en francés: le Faussaire espagnol) es el nombre convenido de una persona no identificada que produjo numerosas falsificaciones de miniaturas medievales, entre finales del siglo XIX y principios del siglo XX.

## Historia

### Orígenes
Aunque para aquel entonces ya había estado al menos varias décadas en activo, el falsario español y sus fraudes artísticos no fueron descubiertos hasta 1930. En esta fecha, Belle da Costa Greene, conservadora de la Morgan Library de Nueva York, identificó un retablo atribuido al artista español Jorge Inglés (siglo XV) como una falsificación de principios del siglo XX. Sorprendida por la notable calidad de dicha falsificación, da Costa Greene comenzó a examinar de forma sistemática otras obras medievales sospechosamente similares de los fondos de la Morgan Library, para concluir finalmente que estas y el falso retablo de Jorge Inglés eran imitaciones modernas elaboradas por la misma persona.
A su vez, la procedencia española de las obras de Jorge Inglés dio lugar –por asociación– al nombre convenido de «falsario español», con el que el mundo del arte bautizó rápidamente a este falsificador anónimo. Sin embargo, sus obras no procedían de España, sino de París, donde se vendían muchas de las miniaturas medievales adquiridas por los coleccionistas de la época. Esto ha dado pie a diversas teorías que sitúan el taller del falsario español –así como el punto de entrada de sus falsificaciones en el mercado de arte internacional– en la capital francesa de principios del siglo XX. Algunas de sus miniaturas fraudulentas han sido identificadas como copias –con modificaciones propias– de miniaturas medievales legítimas, reproducidas en catálogos artísticos franceses de entre las décadas de 1860 y 1880, lo que según algunos investigadores respalda las teorías del origen francés del falsario. En cualquier caso, a fecha de 2021 todavía no se habían esclarecido ni la verdadera identidad del falsario español, ni su nacionalidad.

### Técnica y trayectoria delictivas
El falsario español pintaba sus obras sobre hojas de vitela o pergamino de libros medievales auténticos, bien utilizando los márgenes en blanco o bien raspando el texto original para borrarlo. También «completaba» miniaturas inacabadas con elementos de su propio cuño, o añadía miniaturas anacrónicas a libros de coro medievales genuinos. Dada su gran calidad, estas falsificaciones engañaron a numerosos expertos y coleccionistas de finales del siglo XIX y principios del siglo XX, por lo que a fecha de 2021 aún había obras del falsario español en las colecciones de muchos museos y bibliotecas. Hacia el año 2006, ya se habían identificado más de 200 de sus falsificaciones.
Para los estándares de seguridad de su época, las falsificaciones del falsario español resultaban muy difíciles de detectar. No obstante, con el paso de los años, los expertos en arte medieval han ido constatando diversas inconsistencias que han permitido descubrir los fraudes de este falsificador anónimo. Una de tales inconsistencias se aprecia en los rostros de los personajes de sus miniaturas, que en su mayoría presentan expresiones dulces y empalagosas, en vez de piadosas y pensativas como en las obras medievales verdaderas. Otro detalle que ha posibilitado la identificación de estas falsas miniaturas es la inclusión de escenas seculares, que nunca habrían aparecido en textos religiosos medievales auténticos.
Asimismo, muchos de los sujetos artísticos del falsario español presentan una característica inclinación de la cabeza, que tampoco se encuentra en las miniaturas medievales legítimas. Ejemplo de ello es la miniatura de los Caballeros de la Cruzada, en la que el caballero barbudo de la puerta y la doncella del adorno inferior muestran dicha inclinación de la cabeza. Por añadidura, los verdaderos miniaturistas medievales aplicaban el pan de oro antes que los pigmentos –a fin de no restar visibilidad a los segundos–, mientras que el falsario español utilizaba el pan de oro como toque final, lo que eclipsaba los colores de sus imitaciones y le otorgaba una apariencia luminosa a las mismas.
En líneas generales, la identificación de las falsificaciones del falsario español se fundamentó principalmente en sus singulares detalles anacrónicos, hasta que en el siglo XXI comenzaron a aplicarse otros métodos de detección basados en medios tecnológicos. En 2009, cinco miniaturas del falsario español fueron sometidas a una investigación espectroscópica, así como a un análisis exhaustivo de los pigmentos mediante espectroscopia Raman y una prueba de fluorescencia de rayos X, con objeto de establecer científicamente su naturaleza fraudulenta. Concretamente, la presencia de los pigmentos azul ultramar artificial (sintetizado químicamente por primera vez después de 1828) y verde de Scheele (sintetizado después de 1775) demostró fehacientemente que las imitaciones del falsario son posteriores a la Edad Media.

### Interés artístico contemporáneo en su obra
En 1978, las imitaciones del falsario español fueron objeto de una exposición en la Morgan Library de Nueva York, de la que se publicó un extenso catálogo. Ya en el siglo XXI, sus obras se coleccionan como falsificaciones y se venden por varios miles de dólares cada una.
En enero de 2009, el Museo de Victoria y Alberto adquirió a propósito cinco falsificaciones del falsario español para su colección, debido a «lo que la obra del falsario español nos dice sobre las percepciones de finales del siglo XIX». El museo se hizo con las falsificaciones a cambio de que la Hacienda británica condonase al donante de estas unas 20 000 libras en impuesto de sucesiones, lo que equivale a un valor por obra de unas 4000 libras. En 2016, otra de las obras del falsario apareció en un episodio del programa televisivo estadounidense Antiques Roadshow, que la tasó en 2500 dólares.